# هيزل مينر
هيزل مينر (بالإنجليزية: Hazel Miner)‏ هي فلاحة أمريكية، ولدت في 11 أبريل 1904 في Sanger, North Dakota ‏ في الولايات المتحدة، وتوفيت في 16 مارس 1920 في سنتر في الولايات المتحدة بسبب انخفاض درجة الحرارة.